# Corso (viabilità)
- Via del Corso a Roma;
- Via del Corso a Firenze;
- Corso Vittorio Emanuele II a Torino;
- Corso Sempione a Milano.

Il corso è una strada cittadina che, per antica tradizione o per funzione e carattere urbanistico, assume particolare importanza nella fisionomia edilizia di una città. Generalmente si tratta dei percorsi più frequentati della città, nei quali spesso sono presenti numerosi negozi eleganti (boutique).
La sua definizione si avvicina quindi a quella dell'inglese main street ("strada principale") anche se questa è molto più usata nelle città inglesi rispetto a quelle italiane.

## Definizione
Non esiste una definizione univoca di corso, anche se generalmente è applicata soltanto alle strade cittadine caratterizzate da antiche tradizioni o da una certa importanza nella struttura della città stessa, per esempio via del Corso a Roma e via del Corso a Firenze, oppure alle grandi strade di scorrimento urbano a più carreggiate, assimilabile ai boulevard parigini, come nel caso dei grandi corsi di Torino.
La parola corso ha origine medievale, e indicava quelle strade che erano attraversate da corse di cavalli o simili, come il palio dei barberi, a Roma come a Firenze e in altre città. L'importanza del corso romano, come luogo di passeggio e sfilata, soprattutto durante il carnevale, ne fece il modello dal tardo Settecento in poi, per altri numerosi "corsi", intesi ormai come via principale, fiancheggiata da belle vetrine, in cui la borghesia celebrava il rito della passeggiata.